# Partit Socialista Revolucionari dels Treballadors
El Partit Socialista Revolucionari dels Treballadors (SRWP) és un partit comunista i marxista-leninista de la República de Sud-àfrica. El partit es va fundar el març de 2019 després d'una convenció prèvia a finals de 2018.

## Història
Les arrels de l'SRWP es troba en el trencament entre el sindicats Unió Sindical de Treballadors de la Metal·lúrgia de Sud-àfrica (NUMSA) i Congrés de Sindicats Sud-africans (COSATU) el 2013. La divisió va ser causada principalment pel creixent descontentament de NUMSA amb l'acció de govern del Congrés Nacional Africà, el qual compta amb el suport de COSATU a través de la Tripartite Alliance, juntament amb el Partit Comunista de Sud-àfrica. Després de l'escissió, el secretari general de NUMSA, Irvin Jim, va anunciar la formació d'un «nou front unitari», amb el nou sindicat combatiu Federació Sindical independent (SAFTU).
La presentació, el desembre de 2018 a Boksburg, va comptar amb 1.100 delegats de totes les províncies de Sud-àfrica, amb nombroses delegacions i membres de SAFTU. El partit va disputar les eleccions generals sud-africanes de 2019 i les eleccions provincials a les nou províncies, no aconseguint cap escó.

## Resultats electorals

### Eleccions nacionals
| Eleccions | Vots   | Percentatge | Escons  | +/– | Govern             |
| --------- | ------ | ----------- | ------- | --- | ------------------ |
| 2019      | 24,439 | 0.14%       | 0 / 400 | –   | extraparliamentary |

### Eleccions provincials
| Eleccions | Cap Oriental | Cap Oriental | Estat Lliure | Estat Lliure | Gauteng | Gauteng | Kwazulu-Natal | Kwazulu-Natal | Limpopo | Limpopo | Mpumalanga | Mpumalanga | Nord-oest | Nord-oest | Cap Septentrional | Cap Septentrional | Cap Occidental | Cap Occidental |
| Eleccions | %            | Escons       | %            | Escons       | %       | Escons  | %             | Escons        | %       | Escons  | %          | Escons     | %         | Escons    | %                 | Escons            | %              | Escons         |
| --------- | ------------ | ------------ | ------------ | ------------ | ------- | ------- | ------------- | ------------- | ------- | ------- | ---------- | ---------- | --------- | --------- | ----------------- | ----------------- | -------------- | -------------- |
| 2019      | 0.24%        | 0/63         | 0.18%        | 0/30         | 0.13%   | 0/73    | 0.12%         | 0/80          | 0.10%   | 0/49    | 0.15%      | 0/30       | 0.20%     | 0/33      | 0.14%             | 0/30              | 0.15%          | 0/42           |